# Сантим
Санти́м — разменная денежная единица. Название происходит от латинского слова centum («сто»). В зависимости от написания названия на государственном языке страны-эмитента сокращается как c (во всех франкоязычных странах — от фр. centime) или s (например, в Латвии — от латыш. santīms).

## Использование

### Существующие разменные денежные единицы

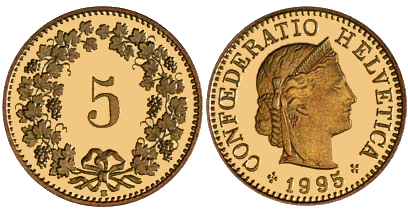
5 сантимов (раппенов) 1995 г. Швейцария

| Государство / территория | Валюта              | Оригинальное название                               | Номиналы в обращении                         |
| ------------------------ | ------------------- | --------------------------------------------------- | -------------------------------------------- |
| Гаити                    | Гаитянский гурд     | фр. centime                                         | монеты: 5, 10, 20, 50 сантимов               |
| ДРК                      | Конголезский франк  | фр. centime                                         | банкноты: 1, 5, 10, 20, 50 сантимов          |
| Марокко                  | Марокканский дирхам | араб. سنتيم‎                                         | монеты: 1, 5, 10, 20, 50 сантимов и ½ динара |
| Швейцария                | Швейцарский франк   | фр. centime, итал. centesimo, нем. rap, романш. rap | монеты: 5, 10, 20 сантимов                   |
| Эфиопия                  | Эфиопский быр       | амх. ሳንቲም                                           | монеты: 1, 5, 10, 25, 50 сантимов (центов)   |

### Счётные денежные единицы
| Государство / территория | Валюта                          | Оригинальное название                                | Номиналы в обращении |
| ------------------------ | ------------------------------- | ---------------------------------------------------- | -------------------- |
| Алжир                    | Алжирский динар                 | араб. سنتيم‎                                          | отсутствуют          |
| Бенин                    | Франк КФА ВСЕАО                 | фр. centime, порт. cêntimo                           | отсутствуют          |
| Буркина-Фасо             | Франк КФА ВСЕАО                 | фр. centime, порт. cêntimo                           | отсутствуют          |
| Гвинея-Бисау             | Франк КФА ВСЕАО                 | фр. centime, порт. cêntimo                           | отсутствуют          |
| Кот-д’Ивуар              | Франк КФА ВСЕАО                 | фр. centime, порт. cêntimo                           | отсутствуют          |
| Мали                     | Франк КФА ВСЕАО                 | фр. centime, порт. cêntimo                           | отсутствуют          |
| Нигер                    | Франк КФА ВСЕАО                 | фр. centime, порт. cêntimo                           | отсутствуют          |
| Сенегал                  | Франк КФА ВСЕАО                 | фр. centime, порт. cêntimo                           | отсутствуют          |
| Того                     | Франк КФА ВСЕАО                 | фр. centime, порт. cêntimo                           | отсутствуют          |
| Бурунди                  | Бурундийский франк              | фр. centime                                          | отсутствуют          |
| Габон                    | Франк КФА ВЕАС                  | фр. centime, исп. céntimo порт. cêntimo, араб. سنتيم‎ | отсутствуют          |
| Камерун                  | Франк КФА ВЕАС                  | фр. centime, исп. céntimo порт. cêntimo, араб. سنتيم‎ | отсутствуют          |
| Республика Конго         | Франк КФА ВЕАС                  | фр. centime, исп. céntimo порт. cêntimo, араб. سنتيم‎ | отсутствуют          |
| ЦАР                      | Франк КФА ВЕАС                  | фр. centime, исп. céntimo порт. cêntimo, араб. سنتيم‎ | отсутствуют          |
| Чад                      | Франк КФА ВЕАС                  | фр. centime, исп. céntimo порт. cêntimo, араб. سنتيم‎ | отсутствуют          |
| Экваториальная Гвинея    | Франк КФА ВЕАС                  | фр. centime, исп. céntimo порт. cêntimo, араб. سنتيم‎ | отсутствуют          |
| Гвинея                   | Гвинейский франк                | фр. centime                                          | отсутствуют          |
| Джибути                  | Франк Джибути                   | араб. سنتيم‎, фр. centime                             | отсутствуют          |
| Коморы                   | Франк Комор                     | араб. سنتيم‎, фр. centime                             | отсутствуют          |
| Новая Каледония          | Французский тихоокеанский франк | фр. centime                                          | отсутствуют          |
| Уоллис и Футуна          | Французский тихоокеанский франк | фр. centime                                          | отсутствуют          |
| Французская Полинезия    | Французский тихоокеанский франк | фр. centime                                          | отсутствуют          |

### Исторические денежные единицы

#### Французский сантим

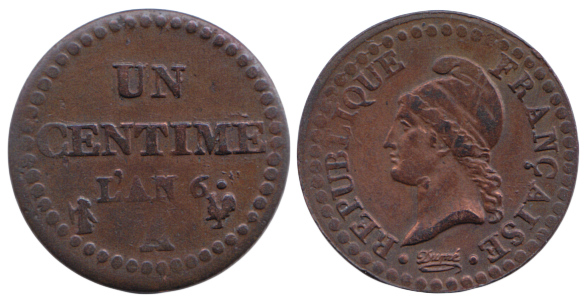
1 сантим 1797—1798 гг. (L’AN 6). Медь.

Впервые сантимы начали чеканить в революционной Франции во времена Первой республики. 7 апреля (18 жерминаля) 1795 года Национальный конвент утверждает декрет о переходе на метрическую систему, одновременно заменив старую денежной систему на новую десятичную, по которой 1 франк делился на 10 десимов и 100 сантимов. В том же году начинается чеканка монет достоинством в 3 и 5 сантимов из бронзы, а через два года выпускается и монета в 1 сантим. На протяжении всего XIX века во Франции продолжают чеканить сантимы, причем монеты меньших номиналов изготавливают из бронзы и меди, монеты в 25 и 50 сантимов из серебра. В первой половине XX века чеканка серебряных монет прекращается, а обычную бронзу заменяют на более дешевые и износостойкие — медно-никелевый сплав и алюминиевую бронзу. В послевоенный период, с 1948 по 1960 год, в связи с высокой инфляцией и девальвацией франка разменные монеты номиналом меньше одного франка не чеканились. В период Пятой Французской республики и до перехода Франции на евро выпускались монеты номиналом 1, 2, 5, 10, 20 и 50 сантимов.

#### Сантимы Франции и других государств
| Государство           | Валюта               | Оригинальное название     | Годы выпуска         | Номиналы                                    |
| --------------------- | -------------------- | ------------------------- | -------------------- | ------------------------------------------- |
| Бельгия               | Бельгийский франк    | фр. centime, нем. centime | 1832-2001            | монеты: 1, 2, 5, 10, 20, 25, 50 сантимов    |
| Королевство Вестфалия | Вестфальский франк   | фр. centime               | 1808-1812            | монеты: 1, 2, 3, 5, 10, 20 сантимов         |
| Камбоджа              | Камбоджийский франк  | фр. centime               | 1860                 | монеты: 5, 10, 50 сантимов                  |
| Латвия                | Латвийский лат       | лат. santīms              | 1922-1939, 1992—2009 | монеты: 1, 2, 5, 20, 50 сантимов            |
| Люксембург            | Люксембургский франк | фр. centime, нем. centime | 1854-1972            | монеты: 2½, 5, 10, 25, 50 сантимов          |
| Монако                | Монегасский франк    | фр. centime               | 1837-1995            | монеты: 1, 5, 10, 20, 50 сантимов           |
| Франция               | Французский франк    | фр. centime               | 1795-1815, 1845—2001 | монеты: 1, 2, 3, 5, 10, 20, 25, 50 сантимов |

#### Сантимы французских колоний и владений
| Государство / территория | Валюта                      | Оригинальное название | Годы выпуска | Номиналы                                   |
| ------------------------ | --------------------------- | --------------------- | ------------ | ------------------------------------------ |
| Гваделупа                | Гваделупский франк          | фр. centime           | 1903, 1921   | монеты: 50 сантимов                        |
| Гвиана                   | Гвианский франк             | фр. centime           | 1818, 1846   | монеты: 10 сантимов                        |
| Французский Камерун      | Франк Французского Камеруна | фр. centime           | 1922-1926    | монеты: 50 сантимов, банкноты: 50 сантимов |
| Мартиника                | Франк Мартиники             | фр. centime           | 1897, 1922   | монеты: 50 сантимов                        |
| Реюньон                  | Франк Реюньона              | фр. centime           | 1896         | монеты: 50 сантимов                        |
| Французские колонии      | Французский франк           | фр. centime           | 1825-1844    | монеты: 5, 10 сантимов                     |